# Дезстроук
Дезстроук (англ. Deathstroke) — вигаданий персонаж коміксів видавництва DC Comics, суперлиходій і іноді антигерой.

## Про персонажа
Дезстроук Термінатор вперше з'явився в 1980-х роках, у другому випуску першого тому New Teen Titans. Був учасником команд Ліга несправедливості, Загін самогубців
|             | Досить більше працювати за наймом. Від сьогодні, я сам буду вирішувати, хто повинен померти. |
| — Дезстроук |                                                                                              |

## Юні Титани
Кар'єра Дезстроука як ворога Титанів тривала довго і почалася, коли його син Грант став Спустошувачем і був штучно посилений, щоб виконати контракт з упіймання або знищення Титанів. Однак коли ці фізичні зміни вбили його, Слейд вирішив сам виконати завдання. В результаті постійних нападів і введення в команду шпигунки на ім'я Терра (з якою Слейд спав, незважаючи на її вік в шістнадцять років) йому вдалося схопити Титанів.

## Серія коміксів Дезстроук Термінатор

Обкладинка коміксу «Deathstroke» #12

З'явившись в коміксах в 1980, в 1991 на хвилі популярності Дезстроук отримав свою серію з 65 номерів Deathstroke The Terminator. Незважаючи на те, що персонаж з'явився раніше фільму Термінатор, Дезстроука поступово перестали називати Термінатором.
|             | Я до біса машина для вбивства! |
| — Дезстроук |                                |

## Сили і здібності
Усі фізичні здібності Дезстроука були багаторазово покращені. Він здатний регенерувати будь-яку рану, поки працює його мозок. Також його старіння уповільнено. Всі почуття Слейда поліпшені в результаті експерименту. 
Дезтроук найкращий в світі тактик і стратег. Він використовує 90% свого мозку і здатен з неймовірною швидкістю аналізувати хід бою і приймати рішення, передбачаючи дії своїх супротивників. 
Дестроук навчався у ніндзя по імені Натасія, володіє різними техніками рукопашного бою. Він прекрасно володіє мечем і стріляє не гірше Дедшота. 
Костюм Дезстроука посилений кевларовими і прометіувимі вставками. Також він завжди носить із собою прометіевий меч. Дезстроук часто використовує вибухівку.

## Мультиплікація
з'являється в анімаційному-фільмі  Син Бетмена

### Телебачення
- Дезстроук з'являється в телесеріалі Стріла.

### Комп'ютерні ігри
- Один з найманців в грі Бетмен: Літопис Аркхему. При попередньому замовленні гри він є іграбельним DLC-персонажем в режимі випробувань.
- Дезстроук з'являється також в файтингу Injustice: Gods Among Us як один з іграбельних персонажів.
- Дезстроук з'являється в Batman Arkham City Lockdown[en], озвучений Ларрі Гріммом.
- З'являється в DC Universe Online.